# Ursula Kaltenstein

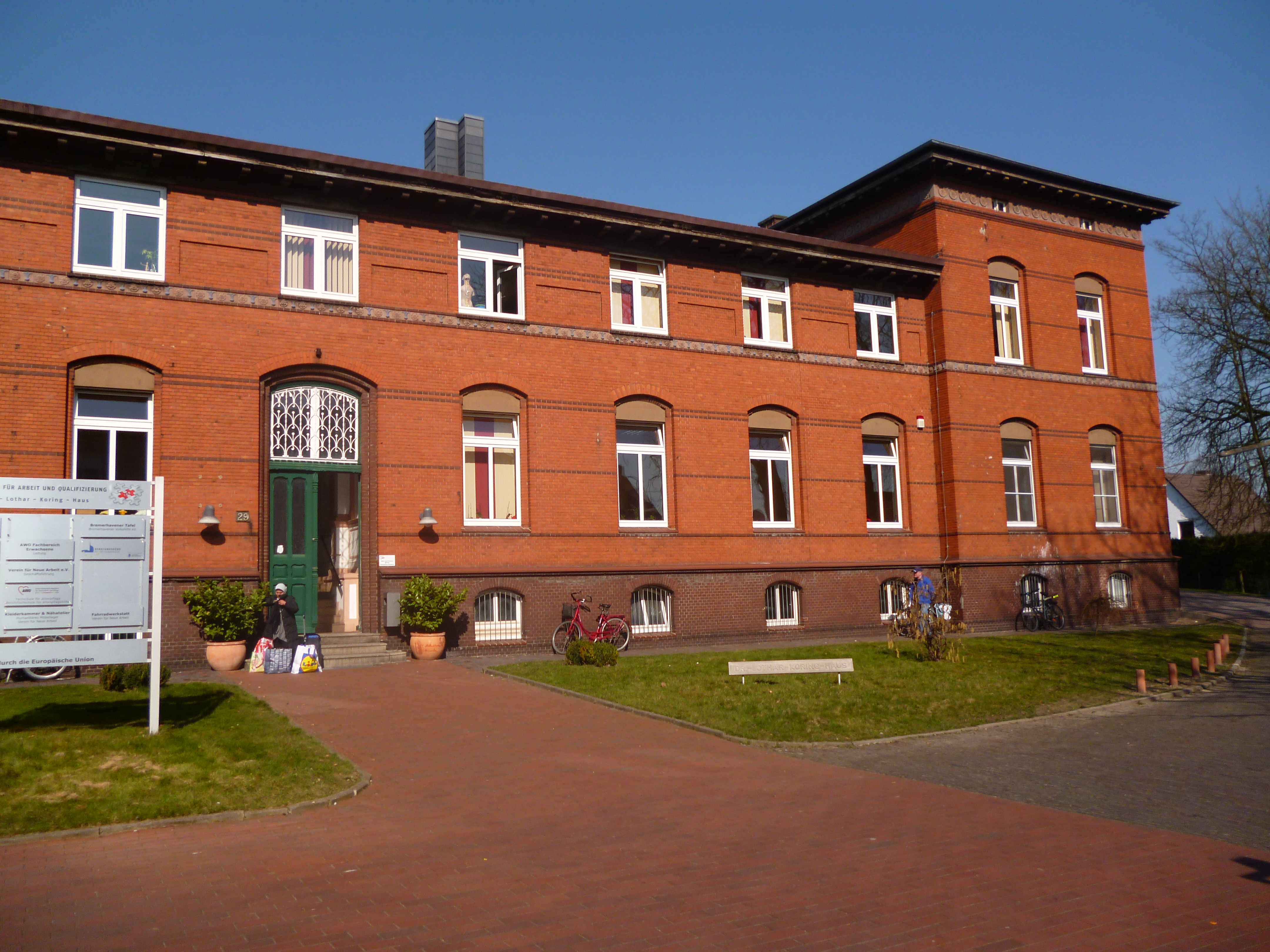
AWO-Gebäude in Bremerhaven

Ursula Kaltenstein (* 16. Januar 1927 in Bremerhaven; † 2005 ebenda) war eine deutsche Politikerin (SPD). Sie war von 1967 bis 1987 Abgeordnete in der Bremischen Bürgerschaft.

## Biografie
Nach dem Abitur 1947 an der Oberschule in Bremerhaven besuchte Kaltenstein von 1947 bis 1949 die Pädagogische Hochschule Bremen. Im Anschluss trat sie in den Bremerhavener Schuldienst ein. Nach Beendigung ihrer Berufslaufbahn im Jahre 1965 widmete sie sich als Hausfrau ihrer Familie.
Kaltenstein war seit 1963 Mitglied der SPD in Bremerhaven und betätigte sich im Landesfrauenausschuss der SPD Bremen.
Von 1967 bis 1987 war sie 20 Jahre lang Mitglied der Bremischen Bürgerschaft und in verschiedenen Deputationen und Ausschüssen der Bürgerschaft tätig.
Sie war in der Arbeiterwohlfahrt (AWO) aktiv.

## Auszeichnungen
- 2008 wurde die nach ihr benannte Ursula-Kaltenstein-Akademie für Gesundheit und Pflege in Bremerhaven, Surfeldstraße 29 von der Arbeiterwohlfahrt gegründet.